# Shannon Hamm
Shannon Hamm es un guitarrista de death metal que tocó en Death desde 1996 hasta su ruptura en 2001. Luego se unió a la segunda banda de Chuck Schuldiner Control Denied, que terminó con la muerte de Schuldiner en 2001. Antes de Death, era un guitarrista localmente conocido en la escena underground de Texas. Era particularmente buen amigo de "Dimebag" Darrell Abbott de Pantera y Damageplan. Según Abbott, Hamm "superó" a Darrell en los días de glam metal de Pantera mientras Hamm estaba en una banda llamada Metalstorm.
A Shannon casi siempre se le ve tocando una guitarra llamada Jackson Soloist.
El 12 de diciembre de 2007, Shannon Hamm actuó en un concierto de homenaje por el aniversario de la muerte de Chuck Schuldiner. El espectáculo fue organizado por los promotores de metal de la ciudad de Quebec Capitale du Metal (en español: Capital de Metal, en referencia a la escena activa de metal de la ciudad de Quebec). El ex guitarrista de Death Bobby Koelble y el ex bajista de Death Scott Clendenin, junto con Nicholas Barker, de Cradle of Filth y Dimmu Borgir fama, también estuvieron presentes en el show. La mayor parte del trabajo de guitarra y canto fue realizado por los miembros de Symbolic, una banda tributo a Death. El espectáculo fue filmado y está disponible en DVD.
El 1 de octubre de 2009, se anunció que Shannon Hamm había sufrido un grave ataque al corazón mientras estaba en casa y fue hospitalizado.

## Discografía
- Death - The Sound of Perseverance (1998)
- Control Denied - The Fragile Art Of Existence (1999)